# Charity Adams Earley
Charity Adams Earley (Kittrell, 5 dicembre 1918 – Dayton, 13 gennaio 2002) è stata una militare statunitense, prima ed ultima comandante del 6888th Central Postal Directory Battalion dal 1944 al 1946.

## Biografia
Charity Adams Earley nacque il 5 dicembre 1918 a Kittrell e crebbe a Columbia. I suoi genitori credevano fermamente nell'istruzione; suo padre, Eugene Adams era un ministro della Chiesa episcopale metodista africana e sua madre, Charity Nash Adams, era un'insegnante. Adams era la maggiore di quattro figli. Uno dei suoi fratelli minori, John Hurst Adams, divenne vescovo della chiesa episcopale metodista africana e fondò il Congress of National Black Churches. Si diplomò alla Booker T. Washington High School come valedictorian e, successivamente, studiò matematica e fisica alla Wilberforce University. Dopo la laurea, tornò a Columbia, dove insegnò matematica nella scuola superiore locale, mentre studiava part-time per un master in psicologia all'Ohio State University, conseguito nel 1946.

### Carriera
Adams si arruolò nel Women's Army Auxiliary Corps dell'United States Army (WAAC) nel luglio 1942. Fu una delle prime donne afroamericane a diventare ufficiale del WAAC. All'epoca, l'esercito statunitense era ancora segregato, per cui fu inserita in una compagnia di ufficiali afroamericani di stanza a Fort Des Moines. Nel 1943 fu assegnata al quartier generale della base come supervisore dell'addestramento. All'inizio del 1944, fu riassegnata come ufficiale di controllo del centro di addestramento, incaricata di migliorare l'efficienza e la formazione professionale. Qui svolgeva anche gli incarichi di ufficiale di rilevamento (ricerca di oggetti smarriti) e ufficiale del tribunale sommario (gestione dei reati minori delle donne).
Nel dicembre 1944, guidò l'unico battaglione di WAC aframericani che abbia mai prestato servizio all'estero. Erano di stanza a Birmingham, in Inghilterra. Le soldatesse iniziarono a socializzare con i cittadini e a superare i pregiudizi di entrambe le parti. Adams fu messa a capo di un'unità di servizio postale. Tra i suoi compiti vi era quello di tenere alto il morale delle sue compagne d'armi e, a questo scopo, creò dei saloni di bellezza in cui le militari potevano rilassarsi e socializzare. Nel gennaio 1945, fu nominata ufficiale comandante del primo battaglione di donne afroamericane, il 6888th Central Postal Directory Battalion. La prima sede fu Edgbaston, un sobborgo di Birmingham. Tre mesi dopo furono trasferite a Rouen, in Francia, e poi a Parigi. Furono responsabili della consegna di milioni di lettere ai soldati durante la seconda guerra mondiale.
Al termine della guerra, il colonnello Adams era la donna afroamericana di più alto rango nell'esercito statunitense. Dopo aver festeggiato la vittoria, lasciò il servizio nel 1946 per continuare gli studi.
Nel 1949, Adams sposò Stanley A. Earley Jr. e la coppia si trasferì in Svizzera per un periodo mentre Stanley completava gli studi in medicina. Tornarono negli Stati Uniti nel 1952 e si stabilirono a Dayton, dove Stanley lavorò come medico. Ebbero due figli, Stanley III e Judith Earley.
Adams morì a Dayton nel 2002 all'età di 83 anni.

## Nella cultura di massa
La sua figura è stata resa celebre dall'articolo Fighting a Two-Front War di Kevin Hymel ed è citata nel film The Six Triple Eight di Tyler Perry, dove è interpretata da Kerry Washington.